# Pestenacker
Pestenacker ist ein Ortsteil von Weil im oberbayerischen Landkreis Landsberg am Lech.

## Lage
Das Pfarrdorf liegt fünf Kilometer nördlich des Hauptortes an einem Talhang. Durch den Ort verläuft die Staatsstraße 2052.

## Geschichte
Der Name Pestenacker lässt sich eventuell als das Dorf bei den schlechten oder sumpfigen Äckern deuten, auch im Keltischen bedeutet Pez Sumpf. Wahrscheinlicher erscheint eine Deutung als bester Acker, da die Hochflächen oberhalb des Talgrunds aus bestem Ackerboden (Löß und Lößlehm) bestehen.
Am 1. Januar 1972 wurde die bis dahin selbstständige Gemeinde Pestenacker in die Gemeinde Weil eingegliedert.

## Prähistorische Siedlung Pestenacker
Im Westen von Pestenacker liegt die über einen Kilometer breite Talsenke des Verlorenen Bachs und des Loosbachs.
Dort wurden schon in den 1930er Jahren bei der Trockenlegung des Tales durch den Reichsarbeitsdienst steinzeitliche Siedlungsreste aus dem 4. Jahrtausend v. Chr. entdeckt. Heute werden diese Reste von drei Feuchtbodensiedlungen der Altheimer Gruppe zugeordnet und gelten aufgrund der über Jahrtausende feuchten Sumpflage als die besterhaltenen in Bayern. Die Siedlung südlich des Dorfes wird seit den 1980er Jahren ausgegraben und erforscht, überregional bekannt wurden dort gefundene Reste von Textilien und ein gut erhaltener steinzeitlicher Hut.
Erforscht wurden bisher nur kleine Teile der Siedlung, die Grabungen werden mangels Förderung 2004 eingestellt.
Derzeit rekonstruiert der Förderverein Prähistorische Siedlung Pestenacker e. V. die Siedlung aus der Jungsteinzeit. Bisher entstanden ein Museumsgebäude und die Anfänge der Rekonstruktion einer Steinzeitsiedlung.